# Nord LB Open 2010
Il Nord LB Open 2010 è un torneo professionistico di tennis maschile giocato sulla terra rossa, che faceva parte dell'ATP Challenger Tour 2010. Si è giocato a Braunschweig in Germania dal 28 giugno al 4 luglio 2010.

## Partecipanti

### Teste di serie
| Nazionalità | Giocatore        | Ranking* | Testa di serie |
| ----------- | ---------------- | -------- | -------------- |
| Uruguay     | Pablo Cuevas     | 56       | 1              |
| Germania    | Andreas Beck     | 79       | 2              |
| Giamaica    | Dustin Brown     | 102      | 3              |
| Russia      | Igor' Kunicyn    | 104      | 4              |
| Brasile     | Marcos Daniel    | 108      | 5              |
| Austria     | Daniel Köllerer  | 110      | 6              |
| Slovenia    | Grega Žemlja     | 112      | 7              |
| Kazakistan  | Michail Kukuškin | 114      | 8              |
| Turchia     | Marsel İlhan     | 118      | 9              |

- Ranking al 21 giugno 2010.

### Altri partecipanti
Giocatori che hanno ricevuto una wild card:
- Jaan-Frederik Brunken
- Gastón Gaudio
- Peter Gojowczyk
- Thomas Muster

Giocatori con uno special exempt:
- Simone Vagnozzi

Giocatori passati dalle qualificazioni:
- Marco Mirnegg
- Robin Vik
- Filip Prpic
- Leonardo Tavares (Lucky Loser)
- Gabriel Trujillo Soler

## Campioni

### Singolare
Michail Kukuškin ha battuto in finale  Marcos Daniel con il punteggio di 6–2, 3–0 ritiro

### Doppio
Leonardo Tavares /  Simone Vagnozzi hanno battuto in finale  Igor' Kunicyn /  Jurij Ščukin con il punteggio di 7–5, 7–6(4)